# Los Picapiedra: La Película (videojuego de 1994)
Los Picapiedra (The Flintstones en inglés) es un videojuego de 1994 y 1995 basado en la película de acción real del mismo nombre. Fue lanzado en Super Nintendo, Game Boy y Sega Genesis.

## Jugabilidad
Los Picapiedra es un juego de plataformas en 2D, en el que el jugador controla a Pedro Picapiedra, que debe rescatar a Pebbles, Bam-Bam, Pablo y Vilma, del malvado Risco Vandercueva. Las tres versiones cuentan con diferentes niveles y enemigos.

## Desarrollo
La versión de Game Boy desarrollada por la compañía Twilight y la versión de SNES desarrollada por Ocean Software fueron publicadas por Ocean, en 1994 y 1995 respectivamente. Ocean planeó publicar una versión de Genesis desarrollada por Foley Hi-Tech, pero en cambio se distribuyó brevemente exclusivamente a través de Sega Channel en América en 1995.

## Recepción
El juego recibió críticas positivas por parte del público en general, mientras que los críticos lo recibieron con críticas favorables a mixtas. Next Generation revisó la versión de SNES, calificándola con 3/5 estrellas, y afirmó que "el juego (como la película) podría haber usado más innovación, pero parece bueno, y se juega bien". GamePro elogió sus gráficos, el desplazamiento de paralaje de varias capas y los controles "sólidos", calificándolo en general, como un juego "divertido" y "ligero". El equipo de revisión de Electronic Gaming Monthly le otorgó una puntuación promedio de 5.8/10 de cinco revisores, llamando al juego simplemente un "desplazamiento lateral de rutina", y dijo que los juegos anteriores de "Los Picapiedra" de Taito con gráficos basados en la caricatura eran mejores, y que los gráficos basados en la película realmente "no" funcionan. VideoGames & Computer Entertainment le otorgó una puntuación general de 8 sobre 10, lo calificó como un juego de plataformas "sólido" con un buen valor de repetición y elogió particularmente las animaciones "fluidas" y "satisfactorias". efectos de sonido. GameFan le otorgó una puntuación promedio del 82% de tres revisores, quienes elogiaron su dificultad y su variada mecánica de juego. Los tres revisores elogiaron mucho los gráficos, y uno comparó las animaciones fluidas de Pedro con las del videojuego Prince of Persia de 1989.